# علي ديلم
علي ديلم () رسام كاريكاتور جزائري شهير في صحيفة ليبرتيه الجزائرية. سجن لمدة ستة أشهر، سنة 2005، لسخريته من ضباط الجيش. نال كأس حرية الصحافة خلال انعقاد المهرجان الدولي للرسم الكاريكاتوري والفكاهة في مدينة سانت جيست لومارتيل المتواصل في فرنسا عام 2005. وفي عام 2008، شارك في ملتقي السلام للكاريكاتير الذي عقد في منطقة «حولون» بتل أبيب، إسرائيل مع جورج بهجوري من مصر.
تقدم الصحيفة الجزائرية اليومية الفرانكوفونية»ليبيرتي الجزائرية « Liberté في كل عدد على صفحتها الأخيرة رسم فكاهي بعنوان: «ديلم في هذا اليوم» Le Dilem du jour. وعلي ديلم هو الرسام الكاريكاتوري الأكثر شعبية في الجزائر، يتلهف القراء كل يوم إلى جديده، إلى ما يهاجمه من جديد، إلى الفضائح التي سيكشفها ممثلوه ذوي الأنوف البصلية.
تقدم الرسوم الكاريكاتورية قبل كل شيء نكات وفكاهة. وهل هناك من يضحك أو يبتسم على مضض، من يفرح بغير شماتة، من يستطيع أن يتهرب من الشماتة، عندما يُجعل من المكروه أضحوكة للناس، أو هل ثمّة من لا يوافق برضًى عن استطاعة الريشة الحادة الطعن في الأحوال السيئة.
علي ديلم، الذي خاض أكثر من 50 معركة قضائية في ساحات المحاكم وواجه سنة 2004 فتوى إسلامية بسبب رسومه، يعلق بالقول إن «الإسلاميين في الجزائر لا يزالون يذبحون الناس من حناجرها ولا تزال الأحزاب الإسلامية تحضّ على الكراهية ولا أحد يعترض أو يستاء، ولكن رسما كاريكاتوريا واحدا لـ[الرسول] محمّد يُنشر وإذا بالناس تخرج إلى الشوارع؛ وتتعرّض ناس للاعتقال وبعضهم ما يزال وراء القضبان... ولكن لا أحد يُستثار بما يكفي للخروج إلى الشارع».